# Göran Hemberg
Göran Hemberg, född 2 augusti 1941 i Årnäs, Götene kommun är svensk författare. Hemberg ägnar sig sedan länge Muntligt berättande och har en bakgrund som praktisk filosof. Han fokuserar på att levandegöra det muntliga kulturarvet och har bearbetat flera klassiska verk till egna berättelser, exempelvis Odysséen och Selma Lagerlöfs "De jagade". Bland hans böcker finns Demokratiska utmaningar (2008) och Poängen med muntligt berättande (2022).
2014 fick Hemberg motta Mickelpriset, vid det årets Ljungby Berättarfestival.

## Verk (urval)

### Egna böcker
- Frihet, jämlikhet, medborgarskap: handbok i demokratins teori och praktik. Stockholm: Ordfront. 2002. ISBN 9789173249287
- Demokratiska utmaningar: [på organisationsnivå, inom ett land och globalt]. Stockholm: Ordfront i samarbete med Demokratiakademin. 2008. ISBN 9789170373947
- Poängen med muntligt berättande. Stockholm: Fabula Storytelling förlag. 2022. ISBN 9789151928418

### Berättelser
- "De jagade", ur Selma Lagerlöf-samlingen Troll och människor.
- "Odysséen – den eviga resan hem"